# Tomáš Belko
Tomáš Belko (* 5. června 1965) je český textař, libretista, scenárista a saxofonista.
Jeho synem je hudebník Matěj Belko.

## Diskografie

### Texty proSto zvířat
- Sto zvířat, 1993
- Druhá brada, 1996
- Bambule, 1998
- Krok stranou, 1999
- Ty vole, na základní škole…, 2002
- Nikdy nic nebylo, 2004
- Rozptýlení pro pozůstalé, 2007 – Anděl v kategorii „ska & reggae“
- Postelový scény, 2009
- Sto dvacet, 2011
- Hraju na klavír v bordelu, 2012
- Tlustej chapeček se včelou v kalhotách, 2013
- Ministerstvo mýho nitra, 2015
- Dáma s čápem, 2017
- 30 let testováno na lidech, 2020
- Noční ptáci, 2023

### Texty pro ostatní interprety
- Lucie Bílá
- Lucie
- Laura a její tygři
- Lenka Nová
- Bohouš Josef
- Kamil Střihavka
- Daniel Hůlka
- Petr Kolář
- Lanugo, 2011
- Projekt Kubátko, 2012
- Václav Noid Bárta
- The Tap Tap
- Vladimír Mišík
- Ewa Farna
- Dasha

### Texty pro divadlo a film
- Film Čert ví proč, 2003
- Film Klauni, 2013
- Film Rudý kapitán, 2016
- seriál Zrádci, režie Viktor Tauš, 2020
- Muzikál/CD Ještěři (David Drábek, Darek Král), 2010
- Sherlock Holmes: vraždy vousatých žen (David Drábek, Darek Král), 2010
- Hračky (David Drábek, Darek Král), 2010
- Koule (David Drábek, Darek Král), 2012
- Elefantazie - muzikál (David Drábek, Darek Král), 2020

### Scenáristika, libreta
- Lucie, větší než malé množství lásky (Hudební divadlo Karlín), 2013[2]
- Vivaldianno 2015 - Město zrcadel (mezinárodní multimediální show o životě barokního génia Antonia Vivaldiho), 2015[3]
- Bonnie and Clyde, překlad libreta a textů (Hudební divadlo Karlín), 2016
- iMucha - multimediální show o malíři Alfonsi Muchovi, 2022